# Spisak najvećih poznatih zvezda
1. Merkur < Mars < Venera < Zemlja
2. Zemlja < Neptun < Uran < Saturn < Jupiter
3. Jupiter < Proksima Kentauri < Sunce < Sirijus
4. Sirijus < Poluks < Arkturus < Aldebaran
5. Aldebaran < Rigel < Antares < Betelgez
6. Betelgez < VY Canis Majoris < NML Cygni < UY Scuti

Ovo je spisak najvećih poznatih zvezda po radijusu. Merna jedinica je radijus našeg Sunca (približno 695,500 km).
Tačan redosled nije u potpunosti utvrđen:
- Mogu se javiti velike greške u utvrđivanju veličina;
- Rastojanje ovih zvezda od zemlje nije uvek tačno utvrđeno, što utiče i na određivanje njihove veličine;
- Sve zvezde na ovom spisku imaju proširenu atmosferu, a mnoge se nalaze unutar neprozirnih „ljuski” ili „diskova” prašine, i većina pulsira, usled čega njihov radijus ne može tačno da se odredi;
- Postoje teoretski razlozi zašto se od nijedne zvezde u našoj galaksiji ne očekuje da bude više od 1.500 puta veća od našeg sunca, u skladu sa evolucionarnim modelom i Hajaši zonom nestabilnosti. Tačan limit zavisi od metalnosti zvezde, tako da, na primer, supergiganti u Magelanskom oblaku imaju nešto drugačiju graničnu temperaturu i osvetljenost. Kod zvezde koje su iznad ovog limita, primećene su snažne erupcije kao i promene u spektralnom tipu u periodu od svega par meseci;
- Ispitivanjem Magelanskog oblaka je popisana većina crvenih supergiganta i 44 od njih su veći od 700 Sunčevih radijusa.[1]

## Spisak
| Zvezda                                 | Sunčev radijus (Sunce = 1) | Komentar | Ref.         |
| -------------------------------------- | -------------------------- | --- | ------------ |
| UY Scuti                               | 1,708                      | Margina greške u određivanju veličine: ± 192 Sunčevih radijusa pošto zvezda pulsira. Kada je najmanja, bila bi slična po veličini sa VX Sagitari (vidi ispod).                                                                | [ 2 ]        |
| NML Cygni                              | 1,650                      | NML Cyg je neobičan hypergigant okružen cirkumstelarnom nebulom. Navedena veličina je najverovatnija veličina; Stvarna se kreće između 1,642 to 2,775.                                                                        | [ 3 ]        |
| WOH G64                                | 1,540                      | Ovo bi bila najveća zvezda u velikom Magelanskom oblaku, ali je neobična po položaju i kretanju te bi još mogla biti i halo gigant.                                                                                           | [ 4 ]        |
| Westerlund 1-26                        | 1,530                      | Ova zvezda ima jako neobične parametre i ima snažnu radio emisiju. Spektar joj se menja, ali osvetljenost joj je stalna. | [ 5 ]        |
| VX Sagittarii                          | 1,520                      | VX Sgr je pulsirajuće promenjiva, i njen prividni prečnik se znatno menja. | [ 6 ]        |
| VV Cephei A                            | 1,050-1,900                | VV Cep A je izrazito deformisana zvezda u binarnom sistemu, i njezin kompanjon B-tipa VV Cephei B joj krade masu, bar u delu orbite.                                                                                          |              |
| RW Cephei                              | 1,435                      | RW Cep je promenjiva i po osvetljenosti i spektralnom tipu (G8 do M), te otuda verovatno i po dijametru. Pošto spektralni tip i temperatura pri maksimalnoj osvetljenosti nisu poznati, to je navedena veličina samo procena. |              |
| VY Canis Majoris/Veliki pas (sazvežđe) | 1,420                      | Svojevremeno je smatrano da je ovaj crveni hypergigant toliko velik da se suprotstavlja teoriji zvezdane evolucije, ali usavrešenim sistemima merenja ispostavilo se da je zvezda daleko manja nego što se prvobitno mislilo. | [ 7 ] [ 8 ]  |
| KY Cygni                               | 1,420                      | KY Cygni se nalazi u oblasti izrazitog međuzvezdanog odumiranja što otežava određivanje tačne veličine. Navedena veličina je u skladu sa zvezdanom evolucijom, ali je moguće i da je veća.                                    | [ 9 ]        |
| AH Scorpii                             | 1,411                      | AH Sco je promenjiva za skoro 3 veličine u vizuelnom opsegu, i procenjenih 20% u totalnoj osvetljenosti. Promene dijametra nisu jasno uočljive usled promena temperature.                                                     | [ 2 ]        |
| HR 5171 A                              | 1,316                      | HR 5171 A je jako deformisana zvezda u uskom binarnom sistemu, i njen sekundar joj krade mase. | [ 10 ]       |
| PZ Cassiopeiae                         | 1,260-1,340                | | [ 11 ]       |
| KW Sagittarii                          | 1,235                      | | [ 2 ] [ 9 ]  |
| IRC-10414                              | 1,200                      | | [ 12 ]       |
| BC Cygni                               | 1,140                      | | [ 9 ]        |
| V354 Cephei                            | 1,104.5                    | | [ 6 ] [ 9 ]  |
| RT Carinae                             | 1,090                      | | [ 9 ]        |
| BI Cygni                               | 1,078                      | | [ 6 ] [ 9 ]  |
| Betelgez (Alpha Orionis)               | 1,075                      | Deveta najsjajnija zvezda noćnog neba. | [ 13 ]       |
| V396 Centauri                          | 1,070                      | | [ 9 ]        |
| CK Carinae                             | 1,060                      | | [ 9 ]        |
| Mu Cephei (Herschel's „Garnet Star”)   | 1,035                      | | [ 9 ] [ 14 ] |
| S Persei                               | 1,005                      | U Persejevom Duplom klasteru. | [ 9 ]        |
| RS Persei                              | 1,000                      | U Persejevom Duplom klasteru. | [ 9 ]        |
| NR Vulpeculae                          | 980                        | | [ 9 ]        |
| RW Cygni                               | 980                        | | [ 9 ]        |
| GCIRS 7                                | 960                        | | [ 15 ]       |
| Antares A (Alpha Scorpii A)            | 883                        | |              |
| Theta Muscae                           | 878                        | |              |
| V602 Carinae                           | 860                        | | [ 9 ]        |
| V1749 Cygni                            | 830                        | | [ 9 ]        |
| IX Carinae                             | 790                        | | [ 9 ]        |
| SU Persei                              | 780                        | U Persejevom Duplom klasteru. | [ 9 ]        |
| TV Geminorum                           | 770                        | | [ 9 ]        |
| T Cephei                               | 742                        | |              |
| V382 Carinae                           | 700                        | Žuti hipergigant, jedan od najređih tipova zvezda. |              |

| Ime zvezde                        | Solarni radijus (Sunce = 1) | Komentar | Ref.        |
| --------------------------------- | --------------------------- | --- | ----------- |
| V509 Cassiopeiae                  | 650                         | Žuti hipergigant, jedan od najređih tipova zvezda.                                                                                   |             |
| TZ Cassiopeiae                    | 645                         | |             |
| CE Tauri („Ruby Star”)            | 608                         | Može biti zaklonjena mesecom što omogućava precizno određivanje njenog prividnog prečnika.                                           | [ 16 ]      |
| V355 Cephei                       | 535                         | | [ 6 ] [ 9 ] |
| R Leporis („Hind's Crimson Star”) | 500                         | Jedna od najvećih ugljeničnih zvezda u Mlečnom putu.                                                                                 |             |
| Alpha Herculis (Ras Algethi)      | 460                         | |             |
| Rho Cassiopeiae                   | 450                         | Žuti hipergigant, jedan od najređih tipova zvezda.                                                                                   |             |
| Mira A (Omicron Ceti)             | 400                         | | [ 17 ]      |
| V838 Monocerotis                  | 380                         | Svojevremeno je bila na vrhu liste, kao jedna od najvećih poznatih zvezda, sada se smanjila po veličini nakon što je bila Supernova. |             |
| R Doradus                         | 370                         | Druga zvezda sa prividnom veličinom posle sunca.                                                                                     |             |
| The Pistol Star                   | 306                         | Plavi hipergigant, među najtežim i najosvetljenijim poznatim zvezdama.                                                               |             |
| S Doradus                         | 240                         | |             |
| La Superba (Y Canum Venaticorum)  | 215                         | Jedna od najhladnijih i najcrvenijih poznatih zvezda.                                                                                |             |
| Deneb (Alpha Cygni)               | 203                         | 19-a najsjajnija zvezda noćnog neba.                                                                                                 |             |
| Eta Carinae A (Tseen She)         | 140                         | Ranije se verovalo da je u pitanju najteža jedinstvena zvezda, međutim 2005 je otkriveno da je u pitanju binarni sistem              | [ 18 ]      |
| Peony Nebula Star                 | 100                         | Kandidat za najsjajniju zvezdu Mlečnog Puta.                                                                                         |             |
| Rigel A (Beta Orionis A)          | 78                          | Sedma najsjajnija zvezda noćnog neba.                                                                                                |             |
| Kanopus (Alpha Carinae)           | 65                          | Druga najsjajnija zvezda noćnog neba.                                                                                                |             |
| Aldebaran (Alpha Tauri)           | 44.2                        | | [ 19 ]      |
| R136a1                            | 35.4                        | Najteža i najsjajnija poznata zvezda.                                                                                                |             |
| HDE226868                         | 21                          | Supergigant kompanjon crne rupe Cygnus X-1. Crna rupa je 500,000 puta manja od zvezde.                                               |             |
| VV Cephei B                       | 10                          | B-tip kompanjon VV Cephei A. |             |